# Impact (mécanique)
Pour les articles homonymes, voir Impact.

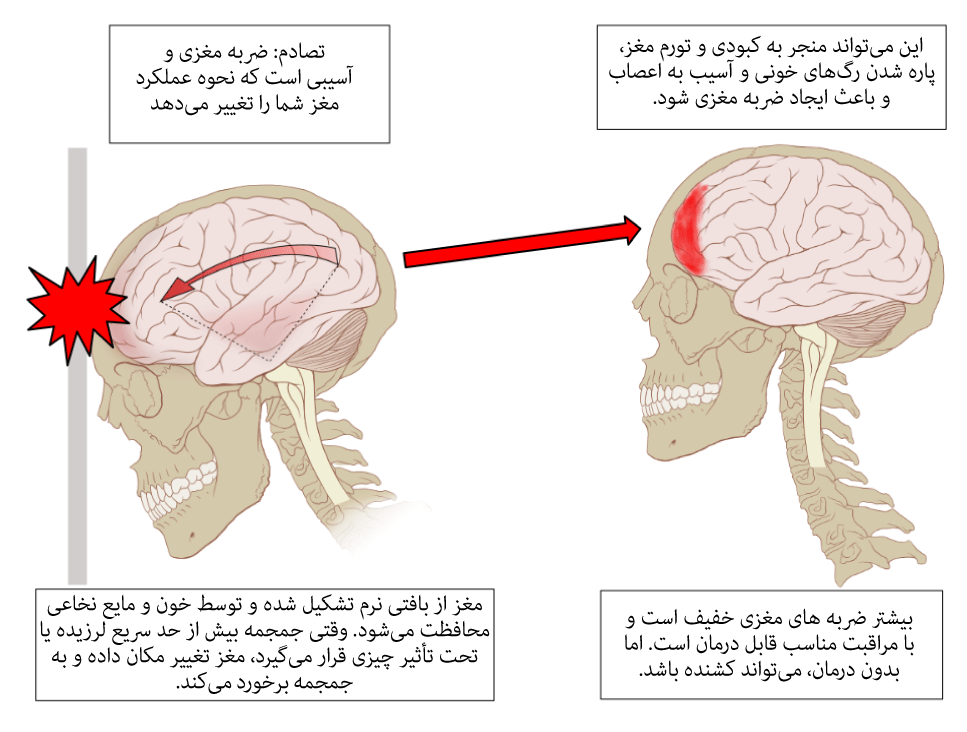
Un coup à la tête peut provoquer une commotion cérébrale.

En mécanique, un impact est un choc violent entre deux éléments, faisant intervenir des vitesses relatives très importantes, c'est-à-dire une brutale décélération, et donc une force importante, durant un temps très court.
Lors d'une collision à vitesse relative plus basse, il se produit :
- une déformation élastique, sous la forme de vibrations, typiquement de bruits d'impact ;
- dans le cas de matériaux ductiles ou visqueux, une déformation irréversible (déformation plastique ou viscoplastique) provoquant un dégagement de chaleur ;
- le cas échéant, de la rupture.

On parle d'impact lorsque les matériaux ont un comportement fragile en raison de la vitesse de déformation ; les phénomènes de dissipation par plasticité ou par viscosité n'entrent plus en jeu. On a donc principalement de la rupture.